# Jim Piddock
Jim Piddock, né le 8 avril 1956 à Rochester, est un acteur et scénariste britannique.

## Biographie
James Anthony Piddock est diplômé en littérature anglaise de l'université de Londres. Il commence une carrière d'acteur de théâtre et émigre aux États-Unis. Il fait ses débuts à Broadway en 1982, puis s'installe à Los Angeles. Il a joué des seconds rôles dans plusieurs films, dont L'Arme fatale 2 (1989), Independence Day (1996), Le Prestige (2006), Les Portes du temps (2007), Vous allez rencontrer un bel et sombre inconnu (2010), Sans issue (2012) et Cinq ans de réflexion (2012), et est également apparu dans plusieurs séries télévisées.
Il a également écrit le scénario de quelques films et prête sa voix au Major Zero dans la version anglaise de la série de jeux vidéo Metal Gear (à l'exception de Metal Gear Solid V: The Phantom Pain où il est remplacé par Time Winters à la suite d'un conflit avec Konami).

## Filmographie

### Acteur

#### Cinéma
- 1989 : L'Arme fatale 2 : l'envoyé du Consulat
- 1992 : Traces de sang : M. Martyn
- 1996 : Independence Day : Reginald, chef soldat en Irak
- 1996 : Mes doubles, ma femme et moi : le maître d'hôtel
- 2000 : Bêtes de scène : Trevor Beckwith
- 2002 : Austin Powers dans Goldmember : le proviseur
- 2003 : A Mighty Wind : Leonard Crabbe
- 2004 : Secrets d'État : George Quennell
- 2006 : Garfield 2 : Bolero (voix)
- 2006 : For Your Consideration : Simon Whitset
- 2006 : Le Prestige : le procureur
- 2007 : Big Movie : Magneto
- 2007 : Who's Your Caddy? : Harrington
- 2007 : Les Portes du temps : Old George
- 2008 : Spartatouille : le loyaliste
- 2010 : Vous allez rencontrer un bel et sombre inconnu : Peter Wicklow
- 2010 : American Trip : le chauffeur londonien de la limousine
- 2010 : Batman et Red Hood : Sous le masque rouge : Alfred Pennyworth (voix)
- 2012 : Sans issue : Meckler
- 2012 : Cinq ans de réflexion : George Barnes
- 2015 : Kill Your Friends d'Owen Harris : Derek Sommers

#### Télévision
- 1986 : La Cinquième Dimension (série télévisée, saison 1 épisode 22) : Brian
- 1990 : Une maman pour Noël (téléfilm) : Wilkins
- 1993 : Arabesque (série télévisée, saison 10 épisode 10) : Malcolm Brooker
- 1994-1996 : Dingue de toi (série télévisée, 7 épisodes) : Hal Conway
- 1998 : De la Terre à la Lune (mini-série) : John Hodge
- 2000 : Angel (série télévisée, saison 2 épisode 9) : le superviseur du tribunal
- 2001 : Friends (série télévisée, saison 8 épisode 1) : Dennis Phillips
- 2001 : La Sirène mutante (téléfilm) : le capitaine Dunn
- 2002 : Le Drew Carey Show (série télévisée, 4 épisodes) : Lord Mercer
- 2002 : Urgences (série télévisée, saison 9 épisode 1) : Dr Earl Whitehead
- 2005 : Lost : Les Disparus (série télévisée, saison 1 épisode 15) : Frank
- 2007 : FBI : Portés disparus (série télévisée, saison 6 épisode 10) : Dr McNeil
- 2009 : Dollhouse (série télévisée, saison 1 épisode 3) : Biz
- 2010 : Castle (série télévisée, saison 3 épisode 4) : Lord Henry
- 2014 : Franklin and Bash (série télévisée, saison 4 épisode 9) : Dean Casseday

### Scénariste
- 1992 : Traces de sang
- 2004 : Secrets d'État
- 2005 : Le Boss
- 2010 : Fée malgré lui